# Trochosa dentichelis
Trochosa dentichelis är en spindelart som beskrevs av Jan Buchar 1997. Trochosa dentichelis ingår i släktet Trochosa och familjen vargspindlar.
Artens utbredningsområde är Bhutan. Inga underarter finns listade i Catalogue of Life.